# Pontiac Trans Sport
Pontiac Trans Sport är en minibuss tillverkad av General Motors i två generationer mellan 1990 och 1998.
Pontiac Trans Sport startade som ett koncept under 1986 och började produceras 1990.
Modellen var mycket avancerad för sin tid med en glasfiberkaross och helgalvaniserat underrede. Designen var futuristisk och modellen blev stor succé. Tanken var att Pontiac Trans Sport (och dess systermodeller Chevrolet Lumina APV och Oldsmobile Silhouette) skulle fylla upp MPV-gapet som General Motors haft då Chevrolet Astro/GMC Safari var för stora för att på allvar kunna konkurrera med de mindre minibussarna som Chrysler Voyager och Renault Espace. I Europa sålde modellen endast under namnet Pontiac Trans Sport. Krocksäkerheten var sämre än genomsnittet på grund av den klena glasfiberkarossen och i Sverige blev modellen inte särskilt populär. Märket Pontiac hade en ganska dålig image i Europa så efterföljaren som lanserades 1996 som skulle ha haft samma namn blev kallad Chevrolet Trans Sport i Europa. i USA fortsatte man att kalla modellen Pontiac Trans Sport fram till 1998 då den bytte namn till Pontiac Montana.
Montana var från början ett tillvalspaket till Trans Sport, men när "alla" valde paketet bestämde man att ha det som standard och modellen fick nu istället heta Pontiac Montana.

## Chevrolet Trans Sport

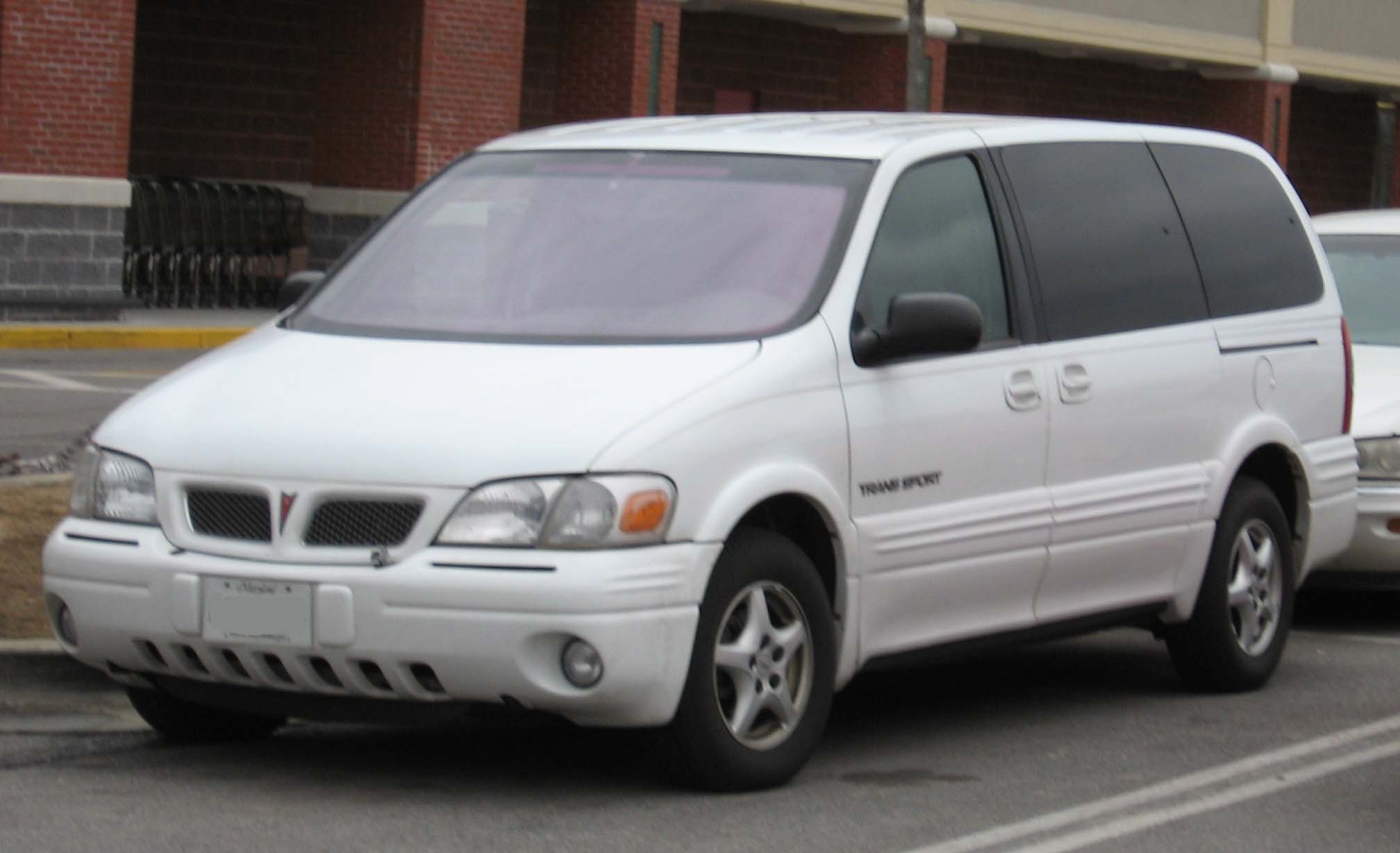
Pontiac Trans Sport av den andra generationen (kallad Chevrolet Trans Sport i Europa)

Chevrolet Trans Sport var Europaversionen av den andra generationen av Trans Sport.
Eftersom Pontiac inte nådde så bra försäljning så valde man att kalla efterträdaren Chevrolet i Europa.
Det som skiljer dessa modeller åt är endast märkena, i USA hette Chevrolet-versionen Chevrolet Venture.
En systermodell med kortare kaross och mindre utrustning lanserades också, Opel Sintra.
Opel Sintra drogs relativt snabbt tillbaka från marknaden p.g.a extremt dåliga resultat i Euro-NCAP men Chevrolet Trans Sport fortsatte säljas, blev väldigt populär och i Sverige var det den mest sålda minivanen under en period.
Krocksäkerheten var sämre än genomsnittet men utrustningen och väghållningen var klart godkänd för klassen.
Chevrolet Trans Sport sålde betydligt bättre i Europa än ärkerivalen Ford Windstar.
Chevrolet Trans Sport ersattes år 2005 av Chevrolet Uplander i USA men i Europa fortsatte försäljningen fram till en bit in på 2007, då det fortfarande fanns bilar i Europalagret.